# 遥かなり母と娘の旅路
『遥かなり母と娘の旅路』（はるかなりははとむすめのたびじ）は、1985年4月22日 - 5月31日にTBS「花王 愛の劇場」枠にて放送された日本の昼ドラマである。連続テレビ映画。全30回。

## キャスト
- とよ子 …………  松尾嘉代
- 明子 ……………  蝦名由紀子
- 工藤 ……………  西田健
- お福 ……………  あき竹城
- 稲村 ……………  高津住男
- くめ ……………  浦里はる美
- ユキ ……………  谷川みゆき
- 辰也 ……………  宮崎達也
- 勝 ………………  橋爪淳
- 和江 ……………  今井和子
- 秀弥 ……………  桜田千枝子
- 源治 ……………  小栗一也
- タカ ……………  滝奈保栄
- 実千代 …………  工藤明子
- 八重次 …………  中島葵
- 岩﨑 ……………  津野哲郎
- 広美 ……………  太田あや子
- 好江 ……………  岡幸恵
- 大林丈史
- 鶴田忍
- 和田周
- 江藤漢
- 福山象三
- 田武謙三
- 若林哲行
- 小池雄介
- 西川敬三郎
- 久遠利三
- 三上剛仙
- 益富信孝
- 伍代参平
- 鹿島信哉
- 丸岡奨詞
- 平尾仁彰
- 水村泰三
- 井上三千男
- 玉村駿太郎
- 峰祐介
- はな太郎
- 小野由紀子
- 一の瀬玲奈
- 青木明子
- 吉佐美聖子
- 松井きみ江
- 美谷和枝
- 進藤幸
- 竜のり子
- 田中雅子
- 松風はる美
- 生田智子
- 津路清子
- 上野綾子
- 池田道枝
- 南條みづ江
- 橘田良江
- 近藤絵麻
- 浅川奈月

## スタッフ
- 原作：村尾昭
- 脚本：村尾昭、加賀美しげ子、中島信昭
- 監督：下村堯二、萩原鐵太郎
- 音楽：青山八郎
- プロデューサー：黒田正司(東宝)、金川克斗志(TBS)
- 制作：東宝、TBS

## 主題歌
- 「嫁ぐ日まで」(ビクターレコード)
- 作詞：村尾昭
- 作曲：北原じゅん
- 編曲：前田俊明
- 歌：小野由紀子

## 参考資料
- 「遙かなり母と娘の旅路」シナリオ決定稿
- 「テレビジョンドラマ」(放送映画出版)